# Riot on an Empty Street
Albums de Kings of Convenience
Versus
(2001) Declaration of Dependence
(2009)
Singles
1. Misread
Sortie : 2004
2. I'd Rather Dance with You
Sortie : 2004
3. Know-How
Sortie : 2005

Riot on an Empty Street est le deuxième album du duo norvégien d'indie pop Kings of Convenience, sorti en 2004.

## Fiche technique

### Titres
Toutes les chansons sont écrites et composées par Eirik Glambek Bøe et Erlend Øye, sauf mention contraire.
| No  | Titre                     | Auteur                                         | Durée |
| --- | ------------------------- | ---------------------------------------------- | ----- |
| 1.  | Homesick                  |                                                | 3:13  |
| 2.  | Misread                   |                                                | 3:08  |
| 3.  | Cayman Islands            |                                                | 3:02  |
| 4.  | Stay Out of Trouble       |                                                | 5:04  |
| 5.  | Know-How                  | Eirik Glambek Bøe, Erlend Øye, Feist           | 3:58  |
| 6.  | Sorry or Please           |                                                | 3:47  |
| 7.  | Love Is No Big Truth      |                                                | 3:48  |
| 8.  | I'd Rather Dance with You |                                                | 3:29  |
| 9.  | Live Long                 | Are Glambek Bøe, Eirik Glambek Bøe, Erlend Øye | 2:57  |
| 10. | Surprise Ice              |                                                | 4:23  |
| 11. | Gold in the Air of Summer |                                                | 3:33  |
| 12. | The Build-Up              | Eirik Glambek Bøe, Erlend Øye, Feist           | 4:05  |

### Musiciens
- Kings of Convenience :
  - Erlend Øye : chant, chœurs, guitares acoustiques et électriques, basse, piano, batterie, banjo, trompette, arrangements
  - Eirik Glambek Bøe : chant, chœurs, guitares acoustiques et électriques, basse, piano, batterie, banjo, percussions, arrangements

- Musiciens supplémentaires :
  - Feist : chant sur Know-How et The Build-Up
  - Siri Hilmen : violoncelle sur Misread, Cayman Islands et Stay Out of Trouble
  - Davide Bertolini : contrebasse sur Misread, Stay Out of Trouble, Know-How et Sorry or Please, basse sur Love Is No Big Truth et Gold in the Air of Summer
  - Tobias Hett : alto sur Misread, Stay Out of Trouble, Sorry or Please et I'd Rather Dance with You
  - Gary Peterson : trompette sur Sorry or Please
  - Peter Kates : percussions sur I'd Rather Dance with You
  - John-Arild Suther : trombone sur Live Long et Gold in the Air of Summer

### Équipe technique
- Erlend Øye : producteur
- Eirik Glambek Bøe : producteur
- Davide Bertolini : producteur, ingénieur du son, mixage
- Guy Davies : mastering

### Classements et certifications
| Classement                     | Meilleure position |
| ------------------------------ | ------------------ |
| Allemagne (Media Control AG)   | 61                 |
| Belgique (Wallonie Ultratop)   | 84                 |
| France (SNEP)                  | 80                 |
| Italie (FIMI)                  | 3                  |
| Norvège (VG-lista)             | 2                  |
| Pays-Bas (Mega Album Top 100)  | 91                 |
| Portugal (AFP)                 | 18                 |
| Royaume-Uni (UK Singles Chart) | 49                 |
| Suède (Sverigetopplistan)      | 84                 |

| Pays              | Certification | Date         | Ventes certifiées |
| ----------------- | ------------- | ------------ | ----------------- |
| Royaume-Uni (BPI) | Argent        | 12 août 2016 | 50 000            |